# Élection présidentielle de 2016 en république du Congo
L’élection présidentielle de 2016 en république du Congo a lieu le 20 mars 2016 afin d'élire le président de la république du Congo pour un mandat de cinq ans.
Le président sortant Denis Sassou-Nguesso est réélu dès le premier tour, dans des conditions contestées par l'opposition.

## Contexte
L’adoption de la nouvelle constitution lors du référendum constitutionnel du 25 octobre 2015 permet au président sortant Denis Sassou-Nguesso de se représenter. Cette élection inaugure les institutions de la nouvelle république.

## Date
D'abord prévue pour le mois de juillet 2016, l'élection est avancée au premier trimestre de 2016. Le premier tour est fixé au 20 mars 2016.

## Modalités du scrutin
Le président de la république du Congo est élu pour un mandat de cinq ans renouvelable deux fois au scrutin uninominal majoritaire à deux tours. Est élu le candidat qui réunit la majorité absolue des suffrages exprimés au premier tour. À défaut, les deux candidats arrivés en tête s'affrontent lors d'un second tour organisé vingt et un jours après la proclamation des résultats du premier par la Cour constitutionnelle, et celui réunissant le plus de suffrages est déclaré élu.
Une nouvelle loi électorale prévoit la création d'une Commission électorale nationale indépendante et la mise en place du bulletin unique pour les élections présidentielle et législatives, deux revendications de l'opposition.

## Candidats
- Denis Sassou-Nguesso, Parti congolais du travail (PCT)
- Joseph Kignoumbi Kia Mboungou, indépendant
- André Okombi Salissa, Initiative pour la démocratie au Congo (IDC)
- Claudine Munari Mabondzo, Mouvement pour l'unité, la solidarité et le travail (MUST)
- Michel Mboussi Ngouari, Convention des partis républicains (Copar)
- Anguios Nganguia Engambé, Parti pour l'action de la République (PAR)[7]
- Pascal Tsaty Mabiala, Union panafricaine pour la démocratie sociale (UPADS)
- Jean-Marie Mokoko, indépendant
- Guy Brice Parfait Kolélas, Mouvement congolais pour la démocratie et le développement intégral (MCDDI)[8]

## Résultats
| Candidats                | Candidats                     | Partis                   | Voix      | %     |
| ------------------------ | ----------------------------- | ------------------------ | --------- | ----- |
|                          | Denis Sassou-Nguesso          | PCT                      | 838 922   | 60,19 |
|                          | Guy Brice Parfait Kolélas     | MCDDI                    | 209 632   | 15,04 |
|                          | Jean-Marie Mokoko             | Indépendant              | 191 562   | 13,74 |
|                          | Pascal Tsaty Mabiala          | UPADS                    | 65 025    | 4,67  |
|                          | André Okombi Salissa          | IDC                      | 57 373    | 4,12  |
|                          | Claudine Munari Mabondzo      | MUST                     | 21 530    | 1,54  |
|                          | Joseph Kignoumbi Kia Mboungou | Indépendant              | 3 540     | 0,25  |
|                          | Michel Mboussi Ngouari        | CPR                      | 3 301     | 0,24  |
|                          | Anguios Nganguia Engambé      | PAR                      | 2 905     | 0,21  |
|                          |                               |                          |           |       |
| Votes valides            | Votes valides                 | Votes valides            | 1 393 790 | 93,54 |
| Votes blancs et nuls     | Votes blancs et nuls          | Votes blancs et nuls     | 96 171    | 6,46  |
| Total                    | Total                         | Total                    | 1 489 961 | 100   |
| Abstention               | Abstention                    | Abstention               | 671 878   | 31,08 |
| Inscrits / participation | Inscrits / participation      | Inscrits / participation | 2 161 839 | 68,92 |

## Analyse
Le 20 mars 2016, Denis Sassou-Nguesso est réélu président dès le premier tour. L'opposition dénonce une « fraude massive ».